# Syndrome d'adoration des célébrités

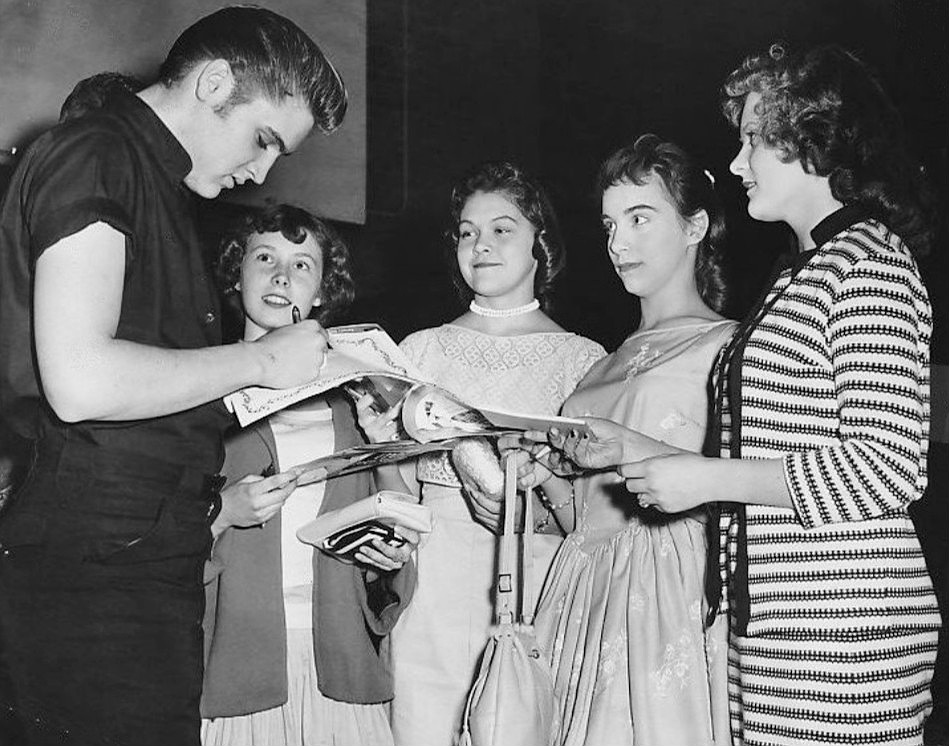
Elvis Presley signant des autographes pour des fans, à Minneapolis en 1956.

Le syndrome du culte ou de l'adoration des célébrités (CWS ou « Celebrity worship syndrome » pour le anglophones) est un trouble addictif obsessionnel dans lequel une personne devient trop impliquée dans les détails de la vie personnelle et professionnelle d'une célébrité. Les psychologues estiment que bien que de nombreuses personnes soient obsédées par les stars du cinéma, de la télévision, du sport et de la pop, le seul facteur commun entre elles est qu'elles sont toutes des célébrités aux yeux du public. Les observations écrites sur le culte des célébrités remontent au XIXe siècle.

## Classifications

### Le«harcèlement obsessionnel simple»
Il constitue la majorité des cas de harcèlement, allant de 69 à 79 % des cas. Essentiellement le fait d'hommes, il est souvent associé à des personnes ayant partagé des relations personnelles antérieures avec leurs victimes.
Mais ce n'est pas nécessairement le cas quand un membre commun du grand public présente un « syndrome du culte des célébrités », vis-à-vis de la personne célèbre qui l'obsède.
Les individus répondant aux critères de « harceleur obsessionnel simple » tendent à partager un ensemble de caractéristiques, dont une incapacité à avoir des relations interpersonnelles réussies dans leur propre vie, une maladresse sociale, un sentiment d'impuissance, un sentiment d'insécurité et une très faible estime de soi. Cette dernière caractéristiques (faible estime de soi) jouerait un grand rôle dans l'obsession que ces individus développent avec leur victime, la célébrité. Si l'individu est incapable d'avoir une sorte de lien avec cette célébrité, son propre sentiment d'estime de soi peut encore décliner.

### Relation de type divertissement-social
Ce niveau d'admiration est en partie lié à la capacité d'une célébrité à capter l'attention de ses fans, par son charisme, sa médiatisation, la publicité, etc. La notion de culte des célébrités sociales et du monde du divertissement est utilisé pour décrire un niveau type d'obsession relativement faible, par exemple pour des gens aimant régulièrement discuter avec leurs amis de ce que leur célébrité préférée a fait. Il s'agit parfois d'un suivi obsessionnel des faits et gestes ou rumeurs relatives à une célébrité sur les réseaux sociaux, bien que ceci soit considéré comme le niveau le plus bas du "culte des célébrités".
On a constaté[Qui ?] quelques effets négatifs tels qu'une tendance à mal manger (troubles de l'alimentation), à l'anxiété, à la dépression, une mauvaise image corporelle de soi et plus généralement une baisse d'estime de soi, en particulier chez les adolescents âgés de 13 à 20 ans. Ceci a pu être étayé par une étude menée sur un groupe d'adolescentes de 17 à 20 ans.

### «Culte personnel intense»
Elle décrit un niveau intermédiaire d'obsession, associé au névrosisme et à de comportements parfois psychotiques, la personne estimant par exemple que sa  célébrité préférée est son "âme sœur". Les personnes adorant les célébrités de cette manière ont souvent une faible estime de soi et de leur corps, surtout quand elles trouvent la célébrité physiquement attirante. Ce culte personnel intense des célébrités pousse parfois vers la chirurgie esthétique (les femmes ayant un niveau élevé de cette sorte d'obsession acceptent mieux la chirurgie esthétique que celles qui ne sont pas obsédées à ce point par les célébrités).

### Amour obsessif
Il débouche souvent sur un  comportement de harcèlement, basé sur une obsession amoureuse envers quelqu'un avec qui aucun lien personnel antérieur n'existait.
Le harcèlement amoureux obsessionnel représente environ 20 à 25 % de tous les cas de harcèlement. Ceux qui le manifestent sont plus susceptibles d'avoir un trouble mental, (schizophrénie ou paranoïa en général).
Les harceleurs obsessionnels amoureux se persuadent souvent qu'ils sont en fait en relation avec le sujet de leur obsession. Ainsi, une femme qui a harcelé David Letterman durant 5 ans prétendait être sa femme, alors qu'elle n'avait aucun lien personnel avec lui. Parmi d'autres célébrités qui ont été victimes de cette forme de harcèlement, figurent Jennifer Aniston, Halle Berry, Jodie Foster et Mila Kunis, ainsi que de nombreuses autres stars de premier plan.

### Érotomanie
Dans ce contexte, l'érotomane (provenant du mot érotomanie), fait référence aux harceleurs qui croient sincèrement que leurs victimes sont amoureuses d'eux. Les victimes dans ce cas sont presque toujours bien connues au sein de leur communauté ou dans les médias, ce qui signifie qu'elles peuvent aller de célébrités d'une petite ville à des personnalités d'Hollywood mondialement connue.
Représentant moins de 10 % des cas de harcèlement, les harceleurs érotomanes, contrairement aux harceleurs simples obsessionnels, sont dans cette catégorie essentiellement des femmes.
Semblable aux harceleurs obsédés par l'amour, le comportement des harceleurs érotomanes peut résulter d'un trouble psychologique sous-jacent (schizophrénie, trouble bipolaire ou dépression majeure). La personne atteinte de ce trouble tend souvent à croire que la célébrité qui l'obsède utilise les médias comme moyen de communiquer avec elle, en envoyant des messages ou des signaux spéciaux. Ces personnes ont des croyances irréalistes, mais sont moins susceptibles de rechercher toute forme d'interaction en face à face avec leur obsession de célébrité. De fait, elles sont moins menaçantes pour les célébrités.

### Formes borderline-pathologiques
Cette classification est le niveau le plus sévère du culte des célébrités. Elle se caractérise par des attitudes et des comportements pathologiques, induits par un culte obsessionnel et intense de célébrités. Cela peut inclure, par exemple, la volonté de commettre un crime au nom de la célébrité qui est l'objet de culte, ou de dépenser inconsidérément de l'argent pour acheter des articles courants utilisés par la célébrité à un moment de sa vie, tels que des habit, des serviettes,,.

## Santé mentale
Les preuves indiquent qu'une mauvaise santé mentale (une première étude a montré un niveau plus élevé de dépression et d'anxiété, en général, corrélé au culte des célébrités) peut être un facteur aggravant.
Une  autre étude (2004) a confirmé ceci en ajoutant que la dimension personnelle intense du culte des célébrités était en outre liée à des niveaux plus élevés que la moyenne de stress, d'affects négatifs et de diagnostics de maladies.
Ces deux études n'ont par contre pas trouvé de preuve d'une relation significative entre les dimensions divertissement-social ou borderline-pathologique du culte des célébrités et la santé mentale.
Une autre pathologie corrélée à l'intérêt pour des célébrités concerne la construction de l'image corporelle avec de variation selon la classe d'âge.
Dans trois échantillons britanniques distincts (adolescents, étudiants et personnes âgées), les individus ont sélectionné une célébrité de leur propre sexe dont ils aimaient et admiraient le corps/la silhouette. Un lien significatif a été trouvé entre l'attitude envers des célébrités et l'image corporelle, mais seulement chez les adolescentes, surtout entre 14 et 16 ans ; et des preuves provisoires suggèrent que cette relation disparaît généralement au début de l'âge adulte, vers 17-20 ans. Ces résultats sont cohérents avec les auteurs qui soulignent l'importance de la formation de relations avec des personnalités médiatiques et suggèrent que les relations avec des célébrités perçues comme ayant une bonne silhouette peuvent conduire à une mauvaise image corporelle chez les adolescentes.
Ceci a été étayé par une autre étude, qui a trouvé une corrélation directe entre la consultation de médias de masse et une mauvaise estime de soi/image corporelle dans un échantillon de femmes âgées de 17 à 20 ans.
Dans un contexte clinique, l'effet de la célébrité peut être plus extrême, en particulier quand on considère les aspects extrêmes du culte des célébrités.
Les relations entre les trois classifications du culte des célébrités (divertissement-social, intense-personnel et borderline-pathologique culte des célébrités et obsession), l'identité de l'ego, la propension au fantasme et la dissociation ont été examinées. Deux de ces variables retiennent surtout l'attention :
- la propension au fantasme, qui implique de fantasmer un certain temps, de rapporter des intensités hallucinatoires vécues comme réelles, de rapporter des souvenirs d'enfance vifs, d'avoir des expériences religieuses et paranormales intenses.
- La dissociation, qui est un manque d'intégration normale des expériences, des sentiments et des pensées dans la conscience et la mémoire quotidiennes; en outre, liée à plusieurs problèmes psychiatriques[13].

Les faibles niveaux de culte pour des célébrités (divertissement-social) n'ont été associés à aucune mesure clinique.
Les niveaux moyens de culte des célébrités (intense-personnel) sont liés à la prédisposition aux fantasmes (environ 10 % des cas).
Les niveaux élevés de culte des célébrités (limite pathologique atteinte) partagent une plus grande association avec la prédisposition aux fantasmes (environ 14 % des cas) et la dissociation (environ 3 % des cas), bien que la taille de l'effet soit faible et probablement plus évidente dans les échantillons plus grands.
Ceci suggère que "plus le culte des célébrités est intense et que l'individu perçoit avoir une relation avec la célébrité, plus l'individu est enclin aux fantasmes".
Ce syndrome peut conduire à des manifestations malsaines (matérialisme et achat compulsif...), ce qui peut être soutenu par une étude réalisée par Robert. A. Reeves, Gary. R. Baker et Chris. S. Truluck.
Les résultats de cette étude établissent un lien entre des taux élevés d'adoration des célébrités et des taux élevés de matérialisme et d'achats compulsifs.
Beaucoup d'études historiques,, ethnographiques,,,,,, netnographiques et auto-ethnographiques,, dans diverses disciplines académiques telles que les études cinématographiques, les études médiatiques, les études culturelles et les études de consommation, qui – contrairement à McCutcheon et al. se sont surtout concentrés sur des échantillons d'étudiants (à deux exceptions près) - ont en fait étudiées de vrais fans sur le terrain, arrivant à des conclusions très différentes et plus conformes au concept original d'interaction parasociale de Horton & Wohl ou à une étude antérieure de Leets.